# Eleccions al Parlament Europeu de 2004 (Luxemburg)
Les eleccions al Parlament Europeu de 2004 a Luxemburg van ser les eleccions per a escollir la delegació de Luxemburg al Parlament Europeu, celebrades el 13 de juny de 2004. Van tenir lloc el mateix dia que les legislatives luxemburgueses, en les que s'escollien els membres de la Cambra de Diputats de Luxemburg.

## Resultats
| ← 1999 • 2004 • 2009 →                       |                                                   |                                              |                                              |           |        |     |        |     |
| Partit Nacional                              | Partit Nacional                                   | Partit Europeu                               | Candidat principal                           | Vots      | %      | +/– | Escons | +/– |
|                                              | Partit Popular Social Cristià (CSV)               | PPE                                          | Jean-Claude Juncker                          | 404.823   | 37,14  | 5,4 | 3 / 6  | 1   |
|                                              | Partit Socialista dels Treballadors (LSAP)        | PSE                                          | Jean Asselborn                               | 240.484   | 22,06  | 1,6 | 1 / 6  | 1   |
|                                              | Els Verds (DG)                                    | EGP                                          | Claude Turmes                                | 163.754   | 15,02  | 4,3 | 1 / 6  | 0 = |
|                                              | Partit Democràtic (DP)                            | ALDE                                         | Lydie Polfer                                 | 162.064   | 14,87  | 5,6 | 1 / 6  | 0 = |
|                                              | Partit Reformista d'Alternativa Democràtica (ADR) | AEN                                          | Gaston Gibéryen                              | 87.666    | 8,04   | 1,0 | 0 / 6  | 0 = |
|                                              | L'Esquerra (DL)                                   | PEL (observador)                             | André Hoffmann                               | 18.345    | 1,68   | 1,1 | 0 / 6  | 0 = |
|                                              | Partit Comunista (KPL)                            | Cap                                          | Zénon Bernard                                | 12.800    | 1,17   | —   | 0 / 6  | 0 = |
| Vots vàlids                                  | Vots vàlids                                       | Vots vàlids                                  | Vots vàlids                                  | 1.089.936 | —      |     |        |     |
| Butlletes vàlides                            | Butlletes vàlides                                 | Butlletes vàlides                            | Butlletes vàlides                            | 192.185   | 91,65  |     |        |     |
| Vots en blanc i invàlids                     | Vots en blanc i invàlids                          | Vots en blanc i invàlids                     | Vots en blanc i invàlids                     | 17.504    | 8,35   |     |        |     |
| Totals                                       | Totals                                            | Totals                                       | Totals                                       | 209.689   | 100,00 | —   | 6 / 6  | 0 = |
| Electorat (votants) i participació electoral | Electorat (votants) i participació electoral      | Electorat (votants) i participació electoral | Electorat (votants) i participació electoral | 229.550   | 91,35  |     |        |     |
| Font: Service Information et Presse          |                                                   |                                              |                                              |           |        |     |        |     |